# Chiesa della Vergine Maria del Carmine
La chiesa della Vergine Maria del Carmine è un luogo di culto di Modugno (BA), in via Carmine.

## Storia
La costruzione risale ai primi del Settecento, dalla ristrutturazione di una costruzione civile. La facciata rettangolare presenta, nella parte bassa, un bugnato. Il portale, di fattura molte semplice, è circondato da una cornice notevolmente aggettante ed è sormontato dallo stemma dell'Ordine carmelitano. Sopra il portale è presente un finestrone. Sormonta la facciata un campanile a vela del 1770 dalle forme vagamente spagnoleggianti. L'interno è costituito da una sala rettangolare con volta a botte. Il pavimento è stato restaurato nel 1958. Sono presenti due nicchie: una ospita una statua della Madonna del Carmine, nell'altra ci sono le statue dei santi medici qui trasportati nel 1953 dalla cappella sconsacrata della famiglia Cesena (nel centro storico dove era situata La Motta).
In questa chiesa opera la Confraternita del Carmine, in origine formata da medi e piccoli proprietari terrieri, con lo scopo di venerare la Madonna del Carmelo. La confraternita fu creata il 24 maggio 1791 con decreto di re Ferdinando IV e il 14 febbraio 1860 divenne arciconfraternita. Nel 1866 divenne opera pia utilizzando le proprie rendite per aprire un ospizio di mendicità che rimase operante fino al 1941, nei locali dell'ex convento dei frati cappuccini.

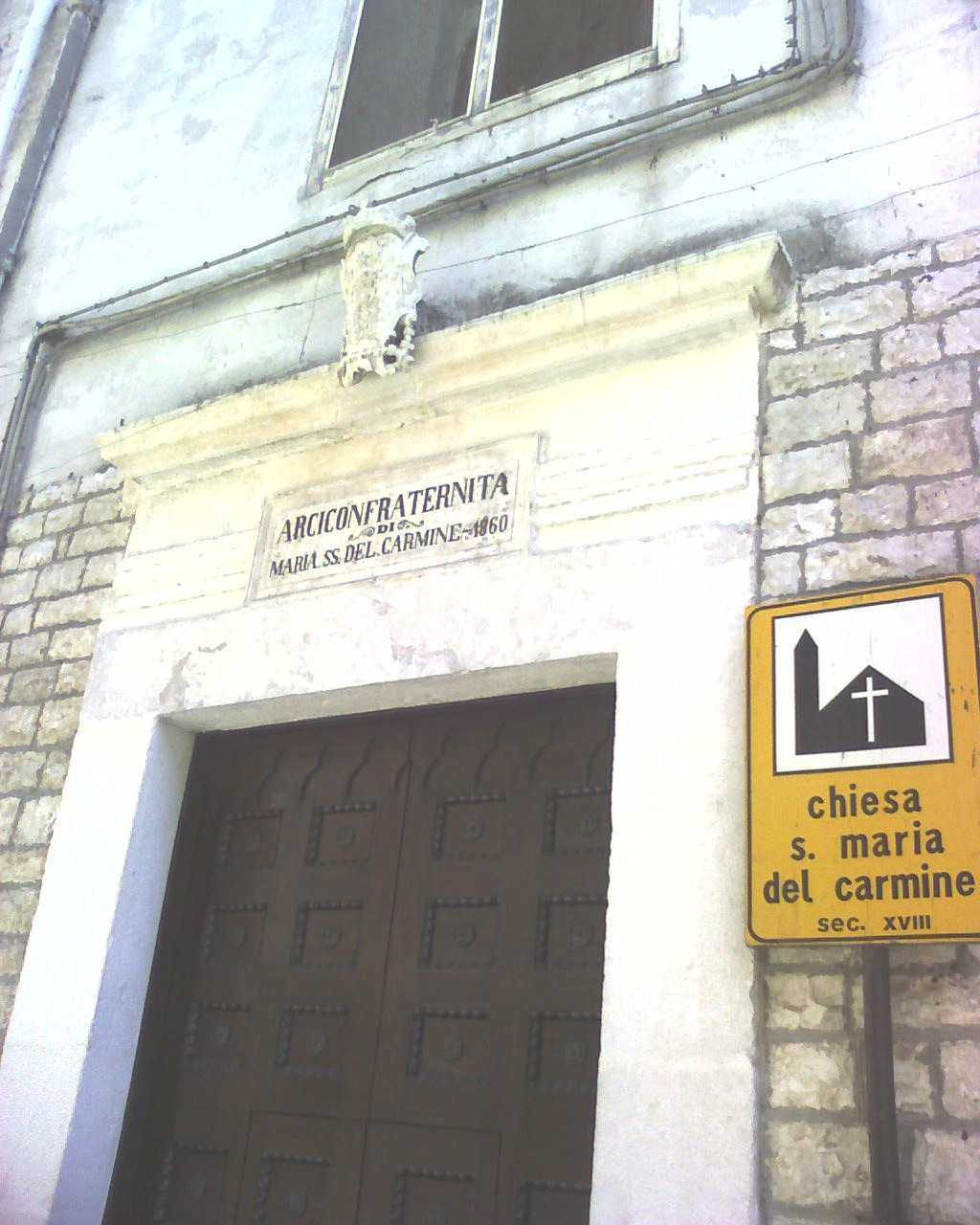
Il portale della chiesa. È possibile leggere l'iscrizione dedicata all'arciconfraternita del Carmine